# أوتل
القديس أوتل أو مار أوتل (250-327م) ويسمى أيضاً أوتيليوس كان راهباً من القرون المسيحية الأولى و هو مبجّل في منطقة الشرق الأوسط. لهُ كنيسة مكرسة في قرية كفرصغاب، في شمالي لبنان حيث يُحتفل بعيده يوم الثالث من يونيو – حزيران و أيضاً يوم السابع و العشرين من أغسطس – آب. و له احتفالات في بعض الكنائس يومَيْ الثالث من نوفمبر – تشرين الثاني و التاسع من أكتوبر – تشرين الأول.

## عن القديس
توجد عدّة مراجع عن حياة مار أوتل. فيختلف تاريخ و مكان ولادته وٍفقاً للمصادر. فهو طِبقاً للسنكسار الماروني من مدينة مجهولة الهوية في تركيا الحالية ووُلِد في القرن الثالث للميلاد. أمّا هو من ليكيا و قد عاش في القرن السادس للميلاد وِفقاً لمصادر أُخرى. كما يختلف أيضاً تاريخ عيده الاحتفالي. لكن المصادر تتوافق في عدة نقاط: فقد فرّ مار أوتل من عائلته لتجنب زواج مدبّر، و قد أمضى بضعاً من الوقت في مدينة القسطنطينية، و أنجى مار أوتل رفاقه بالسفر من الهلاك خلال عاصفة بحرية، و عاد إلى مسقط رأسه بعيد وفاة والديه ثم أصبح راهباً فناسكاً.

## السنكسار الماروني

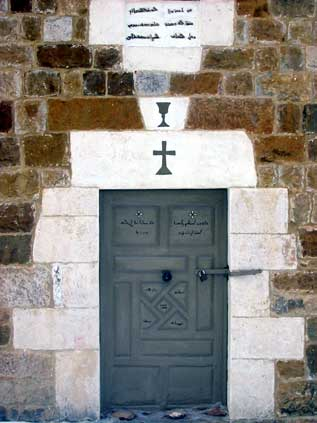
المدخل الرئيسي لكنيسة مار أوتل وقد بنيت على أنقاض معبد وثني

ولد مار أوتل في منتصف القرن الثالث للميلاد. اعتنق المسيحية في شبابه وتلقّى سرّ المعمودية. و قد نذر عذريته إلى الله ولكن والده أراد له أن يتزوج، و بذلك كسرُ تعهده من العزوبة. ففرّ إلى مدينة بيزنطة.
بينما كان مسافرا بحراً، هبّت عاصفة شديدة مما عرّض للخطر القارب و من على متنه. فصلى مار أوتل من أجل خلاص وإنقاذ القارب ونتيجة لذلك اعتنق كل من كان على المركب المسيحية وعمدوا.
بقي لمدة 20 عاما في بيزنطة حتى وفاة والده، وعندها عاد إلى منزله، وأصبح راهباً. قام بالعديد من المعجزات، واحدة منها هو علاج رجل وثني. وكان هذا العلاج سبب معمودية 10000 من الوثنيين. بعد أن مكث راهباً لمدة 12 عاما، أصبح ناسكاً حتى وفاته عام 327.

## ألأب لويس شيخو
عرض الأب يواكيم مبارك في الخماسية الأنطاكية  بحثاً من المؤرخ الكبير الأب لويس شيخواليسوعي يستند خصوصا على عمله أولياءالله في لبنان ( بيروت - 1914 ). و قد ترجم يواكيم مبارك البحث إلى الفرنسية وأثرى محتوياته ونشرها في كتابه المذكور سابقاً.
وجد الأب شيخو بعض المعلومات عن مار أوتل في كتاب القديسين للكنيسة السريانية الأرثوذكسية، في نسخة مكتوبة بخط اليد تعود إلى غبطة البطريرك أغناطيوس أفرام الثاني رحماني. كما ذكر ذلك في Bibliotheca Orientalis يوسف سمعان السمعاني وفي الجدول الزمني لصليبا اليعقوبي، في تواريخ 9 أكتوبر و 3 يونيو.
من كل تلك المراجع، خلص إلى أن أوتل أو أوتيليوس وُلِد في مدينة تسمى مجدل أو مجدلون في أرض ليكيا في آسيا الصغرى، في القرن السادس وكان والداه وثنيين لكنه تنصّر صغيراً وفرّ من منزل والديه لتجنب الزواج. استقل مركباً متجهاً إلى مدينة المصيصة وأنجى الركاب من عاصفة حيث كانوا قد لقوا حتفهم. وقال انه جاء إلى القسطنطينية، عمد إلى التقشف في الحياة في أحد أديرتها، ثم عاد إلى وطنه قبل أن يقضي بعض الوقت في منطقة أنطاكية ، ثم عاد مرة أخرى إلى ليكيا. هناك، نصّر الوثنيين من هذه المنطقة، معمداً لهم، وانتهت حياته في الصحراء في دير بناه في مكان قريب، وحيث عاش حتى وفاته. في تقويم الكنيسة الأنطاكية من للبيروني هو مذكور شهيدا ودعي أوتيليوس في تاريخ 23 سبتمبر. ولكن لم يثبت ما إذا كان هو مار أوتل أو قديس آخر.

## معلومات إضافية
وجد الأب شيخو  أيضا أن البيزنطيون دعوا القديس أوتل، بحسب الأب بيترز، Agios Attaros و يحتفلون بعيده بين 2 و 7 يونيو. أنقذ الركاب الذين كانوا يريدون أن يجعلوه عبدا من قبل القبض عليه. ووفقا لكتاب القديسين ل الكنيسة السريانية الأرثوذكسية، بقي 20 عاما في القسطنطينية، وذهب إلى مسقط رأسه بعد وفاة والديه، وأمضى بعض الوقت في سلوقية  و في أنطاكية قبل أن يصل إلى ليكيا. هناك، انضم إلى دير مار عابا، وأصبح راهبا وفعل المعجزات. ترك الدير لأنه كان لا يريد أن ينتخب الرئيس. وقد خدمه في اعتزاله في نهاية المطاف في الصحراء الرجل الذي كان قد شفاه من لدغة ثعبان.